# Lois Irene Marshall
Lois Irene Kimsey Marshall (* 9. Mai 1873 in Angola, Indiana; † 6. Januar 1958 in Phoenix, Arizona) war die Ehefrau von Thomas R. Marshall, dem ehemaligen Vizepräsidenten der USA.

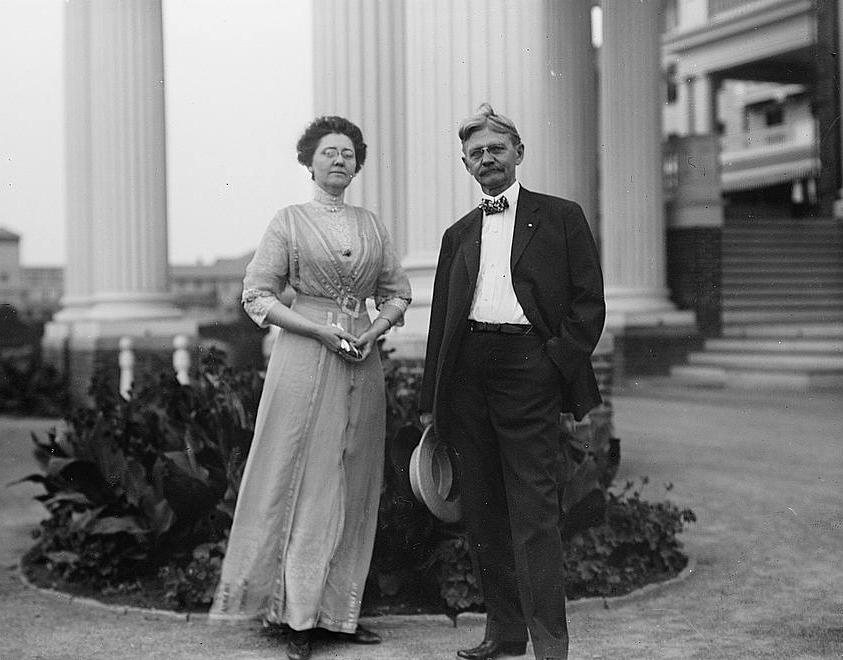
Lois Irene und Thomas R. Marshall

Sie wurde als erstes von drei Kindern eines Beamten geboren. Sie lernte ihren zukünftigen Gatten kennen, als sie ihrem Vater bei der Arbeit half. Im September 1895 heirateten die beiden. 
Nach dem Tode ihres Mannes übersiedelte Lois Marshall nach Phoenix. Das Paar liegt gemeinsam im Crown Hill Mausoleum in Indianapolis begraben.